# Walter Mars
Walter Mars byl devítiválcový hvězdicový motor, který navazoval na úspěšný motor Walter NZ-120 (1927) a NZ-130 konstruktérů Nováka a Zeithammera, zprvu k pohonu lehkých cvičných a sportovních letadel, později i vícemotorových dopravních letadel. Byl vyráběn od roku 1929 Akciovou společností Walter, továrnou na automobily a letecké motory v Praze-Jinonicích.

## Vznik a vývoj
Motor Walter Mars získal úřední homologaci v roce 1929 (19.–23. 4.), mezi lety 1929 až 1932 bylo vyrobeno 92 motorů. Oblíbená řada lehkých motorů NZ-40, NZ-60, NZ-85 a NZ-120 pro sportovní a školní letadla začala na přelomu 20. a 30. let 20. století zastarávat, přestože byly výkonově modifikovány na typy NZ-45, NZ-70, NZ-95 a NZ-130. Bylo zájmem továrny Walter tuto řadu nahradit novými typy. Nová konstrukční řada se objevila v roce 1929 a byla pojmenována podle hvězd. Byly to motory Walter Polaris (tříválcový), Walter Vega (pětiválcový), Walter Venus (sedmiválcový) a Walter Mars (devítiválcový). Sdílely stejné válce, písty a další součásti, měly stejný kompresní poměr a otáčky, stejné vrtání 105 mm a zdvih 120 mm, lišily se jen počtem válců. „Největší“ Walter Mars byl devítiválcový hvězdicový benzinový motor (9H). Oproti předchozímu motoru Walter NZ-120 resp. Walter NZ-130 měl zvýšený kompresní poměr, téměř stejnou hmotnost a zvýšený výkon.

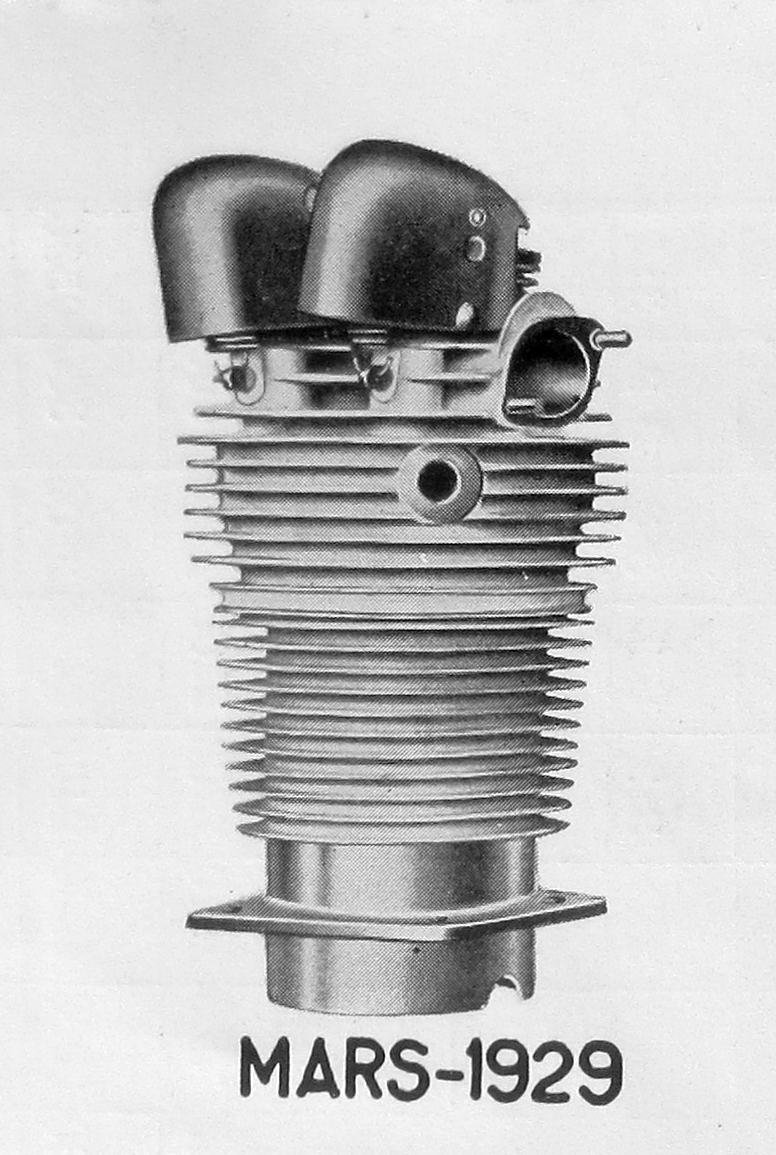
Walter Mars (detail válce)

Ucelená řada motorů s tímto počtem a uspořádáním válců (9H), s tímto vrtáním a zdvihem měla v následujících letech pokračování. Na tento typ Walter Mars v roce 1933 navázal motor Walter Gemma, v roce 1934 navázal opět velice úspěšný devítiválec Walter Bora, v roce 1935 reduktorová verze Walter Bora II-R a konečně v roce 1936 Walter Scolar, který ovšem měl zkrácený zdvih na 100 mm. Tento motor Walter Mars z „nástupců“ po řadě NZ byl nejúspěšnější díky montáži do československých letounů Letov Š-32 a početných Praga BH-39 (E-39).

## Popis motoru
Válce byly „kompozitní“ konstrukce, na výkovek tělesa válce z oceli byly přišroubovány hlavy odlité z hliníkových slitin. Z téže slitiny byly i písty. Neobvyklé bylo, že hlavy byly odnímatelné bez odstranění celého válce z klikové skříně, protože byly montovány za studena, a tím podstatně urychlovaly a usnadňovaly montáž a demontáž. Karburátor Zénith typ 42-DCI který byl umístěn v dobře přístupném místě v zadní části klikové skříně, dodával směs do prstencovité komory. Zapalování obstarávala dvě magneta Scintilia MN7-D, která byla namontována na konzolách a byla integrována do zadní části krytu motoru. Tlakové mazání olejovými čerpadly (sací a výtlačné) s čističem oleje a suchou skříní. Výrobce doporučoval použití olejů značek Caroil nebo Gargoyle
Směr otáčení hřídele motoru a vrtule vpravo. Motorová skříň byla dvoudílná z hliníkové slitiny. Klikový hřídel byl dvoudílný, jednou zalomený a byl vyroben ze speciální chromniklové oceli Poldi Victrix (Cr-Ni). Uložen byl ve třech kuličkových ložiscích. Ojnice z chromniklové oceli byla kruhového průřezu. Spouštění motoru se dělo startérem Viet na stlačený vzduch.
Některé zdroje ho uvádějí jako Walter Mars 9 nebo Walter Mars W, popřípadě jako Walter Mars I (např. anglická wikipedie), aby nedocházelo k záměně s pozdějším motorem jinonické továrny Walter Mars 14 M.

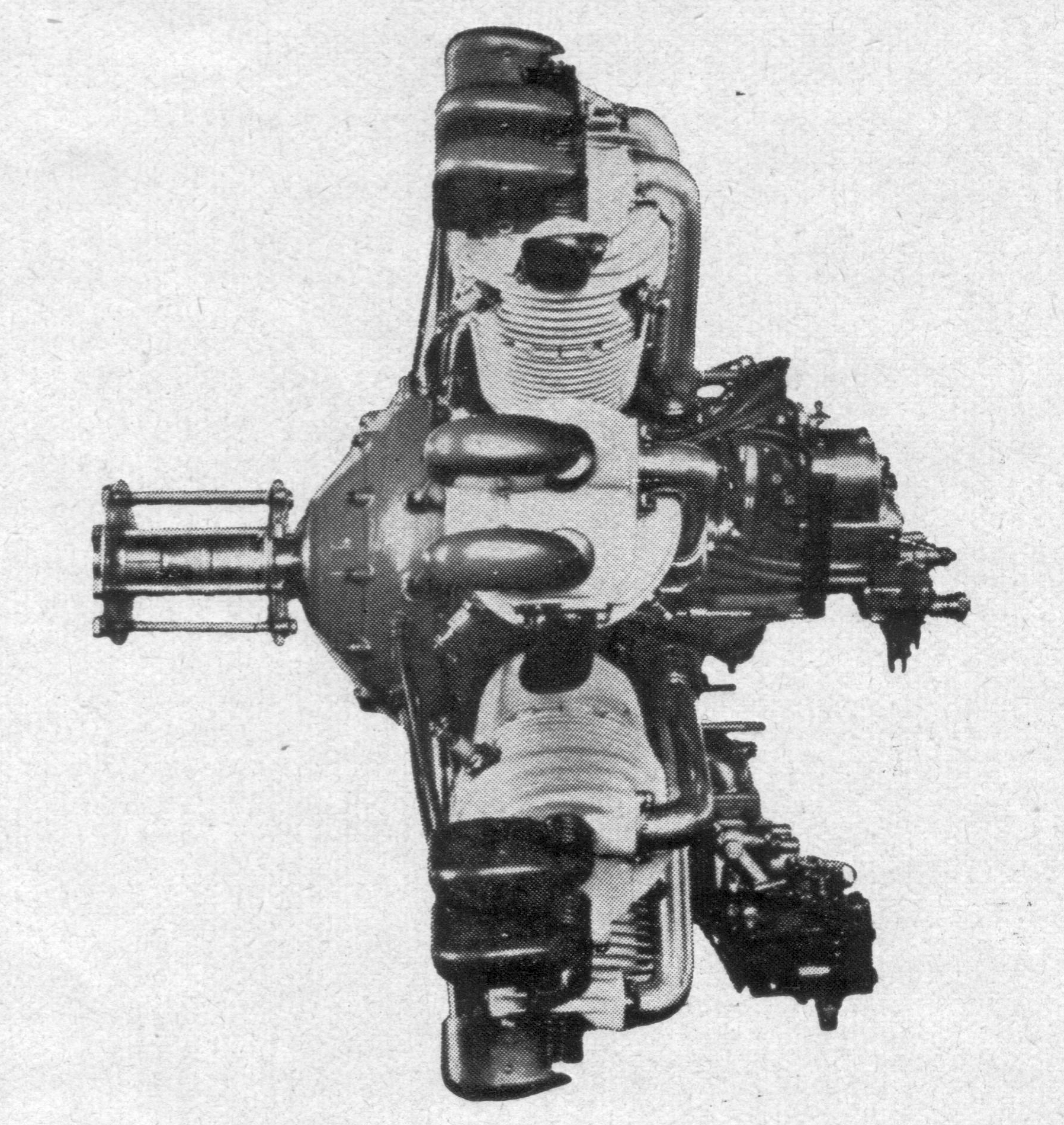
Walter Mars (1929)

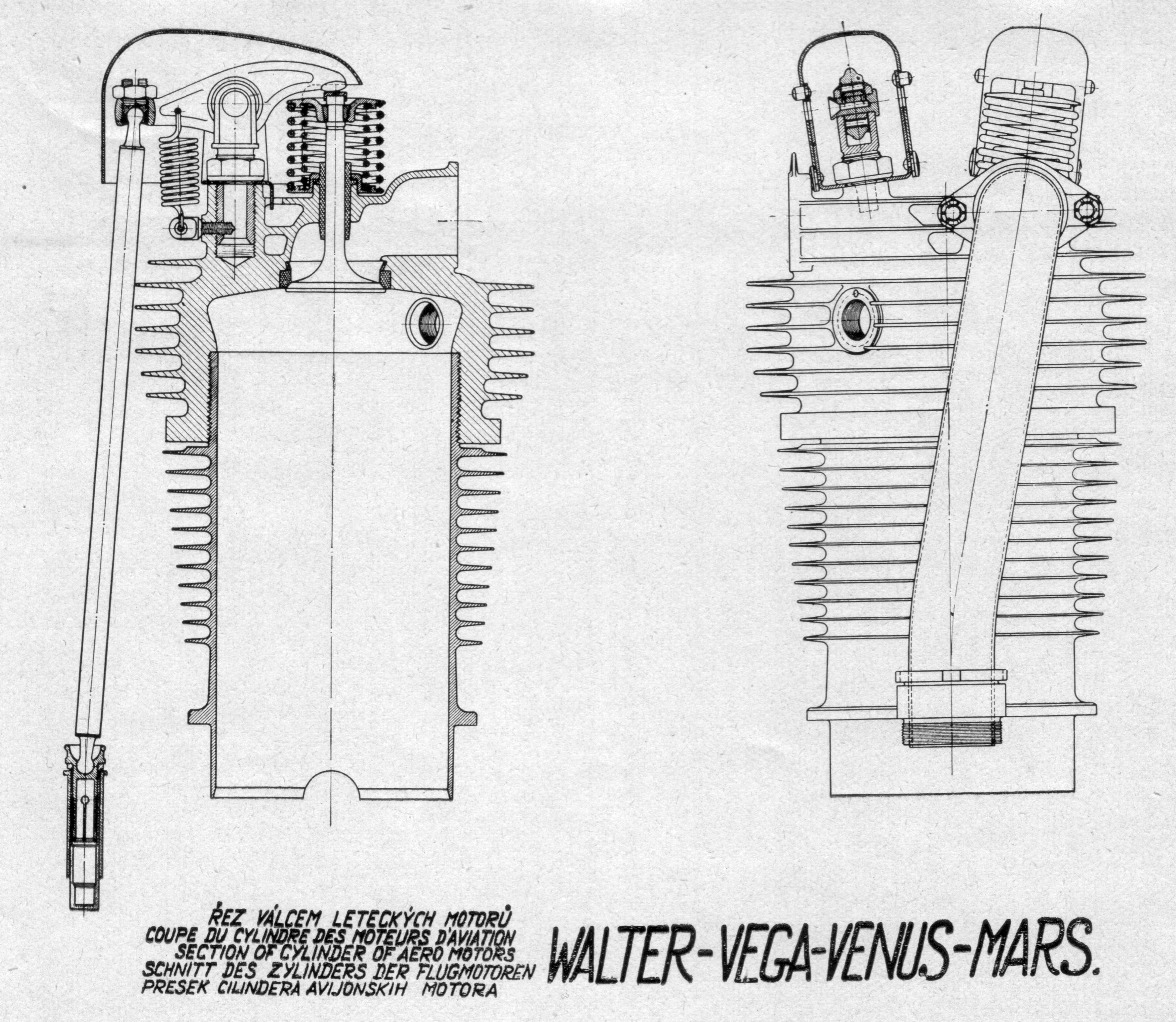
Motory Vega, Venus a Mars (řez válcem)

## Použití
Motor Walter Mars byl použit u dvou československých letounů. Další aplikace si připsal na 11 letounech 8 firem z Bulharska, Itálie, Litvy, Jugoslávie, Německa, Rumunska a Švédska.
V bulharském letectví se motory Mars osvědčily zvláště v šestimístném dopravním letounu DAR-4 a cvičném letounu pro pokračovací výcvik DAR-6. Zvláštní byl příběh italského třímotorového letadla Caproni Ca.97 s imatrikulací I-ABEK, která mu byla přidělena v březnu 1931. To mělo nainstalovány sedmiválcové motory Walter Venus a přiletělo v březnu do Prahy na jejich výměnu za výkonnější, devítiválcové motory Walter Mars. Po provedené výměně bylo prodáno do Československa pro Ústřední leteckou školu a 9.10.1931 mu byla přidělena imatrikulace OK-BEK. Letoun byl vymazán z rejstříku v roce 1936. Jistý průnik do Skandinávie znamenala zástavba motoru Walter Mars do švédského letounu ASJA Viking, který byl vyráběn v továrně AB Svenska Järnvägsverkstäderna z Linköpingu. Letoun byl zakoupen švédským časopisem Stockholms Tidningen a přestavěn na hydroplán. Byl s ním učiněn 18denní let okolo Baltického moře. Letoun s imatrikulací SE-FYR byl v provozu od září 1931 do prosince 1934. Následně vyrobené letouny ASJA Viking I nesly „následnické“ motory Walter Gemma. Focke-Wulf A 33 Sperber byl malý dopravní letoun, který byl vyroben v Německu na počátku 30. let. Byl to hornokřídlý jednoplošník konvenčního designu. Byly postaveny pouze tři letouny, z nichž každý byl provozován jako letecké taxi soukromými německými leteckými společnostmi. Jeden letoun se v roce 1937 na krátký čas připojil k flotile Deutsche Luft Hansa.
V Československu byl motor použit v letounu Praga BH-39 (vojenské označení Praga E-39). Jednalo se o jednomotorový školní dvouplošník konstruktérů Beneše a Hajna. V tomto letounu byly postupně použity motory Walter NZ-120 o výkonu 88 kW/120 k, Walter Mars o vzletovém výkonu 114 kW/155 k a konečně Walter Gemma o výkonu 110 kW/150 k.. Letoun byl vyráběn v továrně Českomoravská Kolben-Daněk a.s. (1931–1939, 131 ks) a také továrnou Vojenská továrna na letadla Letov (1934, 8 ks). První prototyp stroje vzlétl s motorem Walter NZ-120 z továrního letiště 27. srpna 1931 a poté se podrobil letovým vojenským zkouškám ve VTLÚ. Testy trvaly až do ledna 1934 z důvodu dolaďování nedostatků v konstrukci kormidel. Roku 1932 byl vyroben druhý prototyp, na němž byly provedeny některé změny. I tento prototyp byl poháněn hvězdicovým devítiválcem Walter NZ-120 o výkonu 88 kW s dvoulistou dřevěnou vrtulí. Letoun byl pro sériovou výrobu schválen až roku 1934. Prvních osm kusů sériových strojů Praga E-39N s motory Walter NZ-120 bylo vyrobeno v továrně Letov. Letov po osmi vyrobených kusech byl nucen pro nedostatek kapacity předat výrobu zpět do továrny Praga. Zbytek série tedy postavila Praga, ale již s motory Walter Gemma o výkonu 96 kW. Pozdější série s hvězdicovými devítiválcovými motory Walter Gemma neslo označení Praga E-39G a ještě později několik letounů dostalo i motory Walter Mars s výkonem 113 kW Praga E-39M.
Druhým československým letounem, na kterém byl motor Walter Mars použit, byl třímotorový dopravní letoun Letov Š-32, vyráběný od roku 1931. Měl kapacitu 2 členy posádky a 5 cestujících. Původně ing. Šmolík vypracoval projekt jednomotorového samonosného hornoplošníku s motorem Walter Jupiter. Zadavatel projektu ČSA však požadoval vícemotorový letoun, aby byla zajištěna bezpečnost i v případě vysazení jednoho motoru za letu. Konečný návrh tedy představoval třímotorové letadlo, poháněné hvězdicovými motory Walter Mars s jmenovitým výkonem 107 kW (145 k). Prototyp letounu Letov Š-32 (OK-ADA) byl zalétán v říjnu 1932. Typ však nebyl příliš úspěšný. Trpěl konstrukčními vadami, např. velké aerodynamické vyvážení kormidel, nízký bezpečnostní násobek pevnosti křídla atd. ČSA sice odebraly prototyp OK-ADA k vyzkoušení a i zakoupily další čtyři sériové stroje s poznávacími značkami OK-ADB až OK-ADE z roku 1933, ale spokojenost s těmito letouny nebyla. Navíc letoun s označením OK-ADB 26. června 1934 havaroval v Karlových Varech, když se za letu v nevelké výšce nad letištěm utrhly svislé ocasní plochy. Všichni na palubě stroje zahynuli. Po provedené pevnostní zkoušce křídla u dalšího Š-32 již ČSA tento letoun pro pravidelnou dopravu nepoužívaly a nasazovaly je jen pro dopravu zboží a pošty. Dva letouny Š-32 se objevily v seznamu letounů, které byly ČSA zabrány na podzim 1938 při maďarské okupaci Košic.

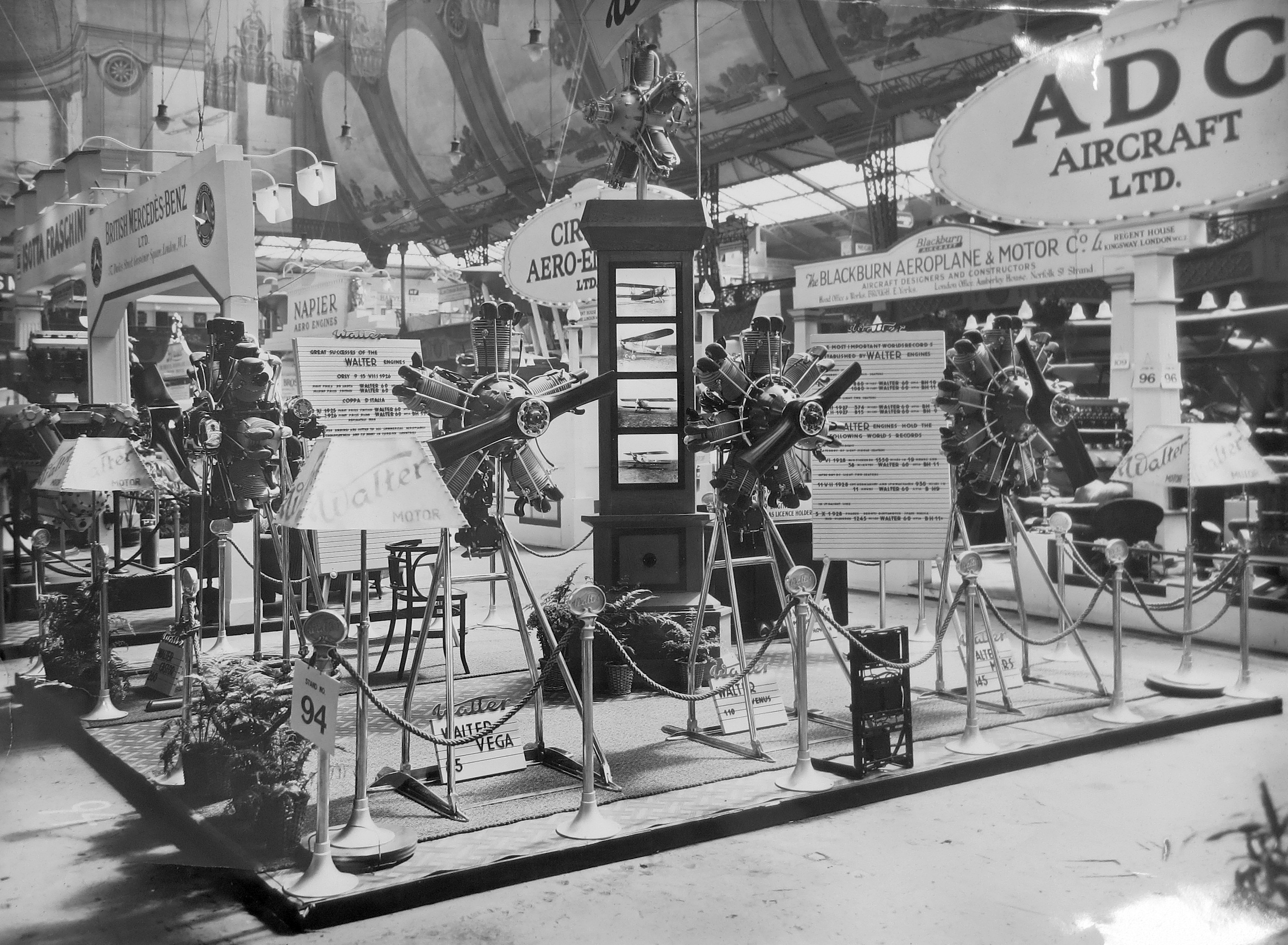
Motory Vega, Venus a Mars (London 1929)

## Použití v letadlech
- ANBO III (Karo aviacijos dirbtuvės, Litva)
- ASJA L1 Viking (AB Svenska Järnvägsverkstäderna, Švédsko)
- Breda Ba.15 (Società Italiana Ernesto Breda, Itálie)
- Caproni Ca.97 (Società de Agostini e Caproni, Itálie)
- Caproni Ca.100 (Kaproni Bulgarski KB-1 Peperuda, Bulharsko)
- DAR-4 (Daržavna Aeroplanna Rabotilnica, Bulharsko)
- DAR-6 (Daržavna Aeroplanna Rabotilnica, Bulharsko)
- DAR-8 (Daržavna Aeroplanna Rabotilnica, Bulharsko)
- Focke-Wulf A 33 (Focke-Wulf Flugzeugbau AG, Německo)
- Junkers K 16bo (Junkers Flugzeug- und Motorenwerke AG, Německo)
- Letov Š-32 (Vojenská továrna na letadla Letov, Praha - Letňany)
- Praga BH-39 (E-39) (Praga, První česko-moravská továrna na stroje v Praze)
- SET 10 (Societatea Pentru Exploatări Tehnice, SET, Rumunsko)
- Zmaj Fizir FN (Fabrika aeroplana i hidroaviona Zmaj, Prva srbska fabrika aeroplana Rogožarski, Srbsko v Jugoslávii)

## Specifikace
Údaje dle

### Hlavní technické údaje
- Typ: čtyřdobý zážehový vzduchem chlazený hvězdicový letecký devítiválec

- Vrtání válce: 105 mm
- Zdvih pístu: 120 mm
- Celková plocha pístů: 779 cm²
- Zdvihový objem motoru: 9351 cm3

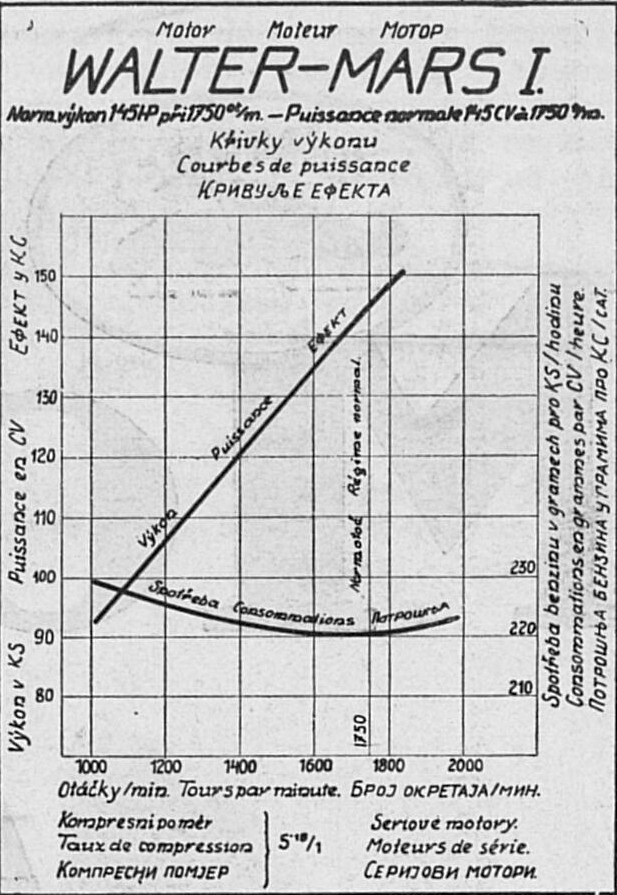
Walter Mars (křivky výkonu)

- Max. průměr motoru: 996 mm
- Celková délka motoru: 829 mm
- Hmotnost suchého motoru: 160 kg

### Součásti
- Rozvod: OHV, dvouventilový
- Karburátor: Zénith typu 42-DCI
- Zapalování: 2 magneta Scintilla
- Mazání: tlakové oběžné, se suchou klikovou skříní
- Pohon: dvoulistová, dřevěná vrtule později kovová

### Výkony
- Výkon vzletový: 155 k (115,6 kW) při 1800 ot/min
- Výkon jmenovitý: 145 k (107 kW) při 1750 ot/min
- Kompresní poměr: 5,15:1
- Spotřeba paliva: 225 g·h−1·k−1 / 306 g·h−1·kW−1
- Spotřeba oleje: 6–10 g·h−1·k−1 / 8,2–13,6 g·h−1·kW−1
- Poměr výkonu k hmotnosti: 0,67 kW/kg
- Specifický výkon: 11,4 kW/l

## Galerie

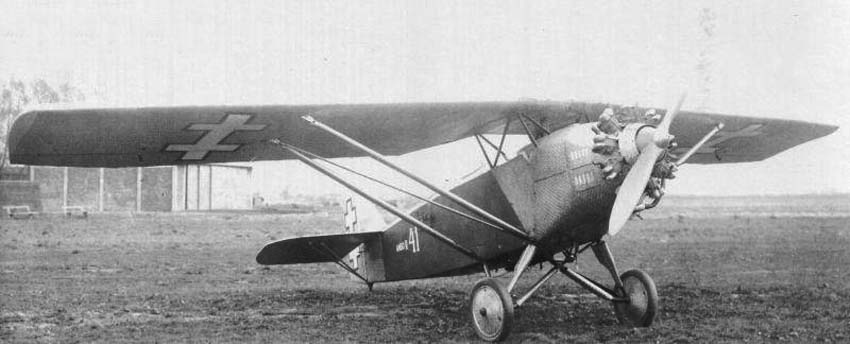
ANBO III s motorem Walter Mars
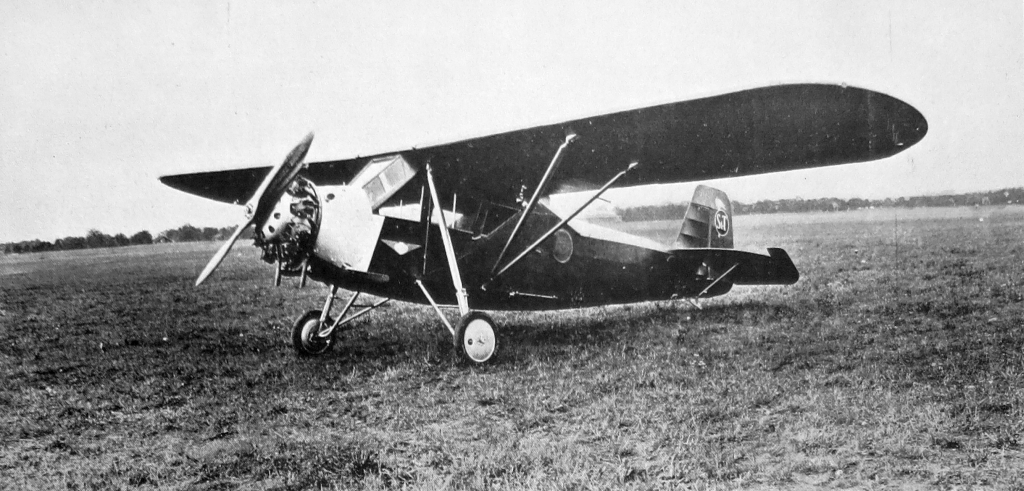
ASJA L1 Viking a Walter Mars (1931)
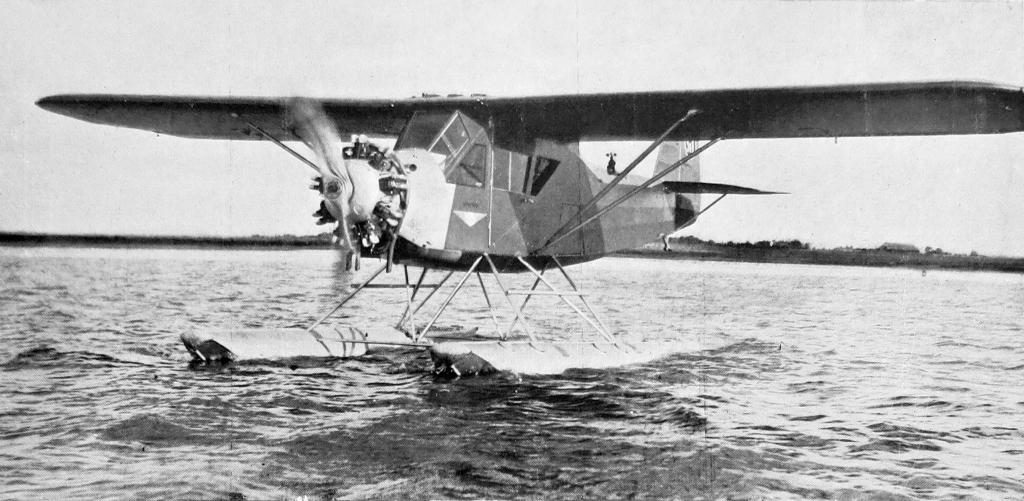
Hydroplán ASJA L1 Viking s motorem Walter Mars (1931)
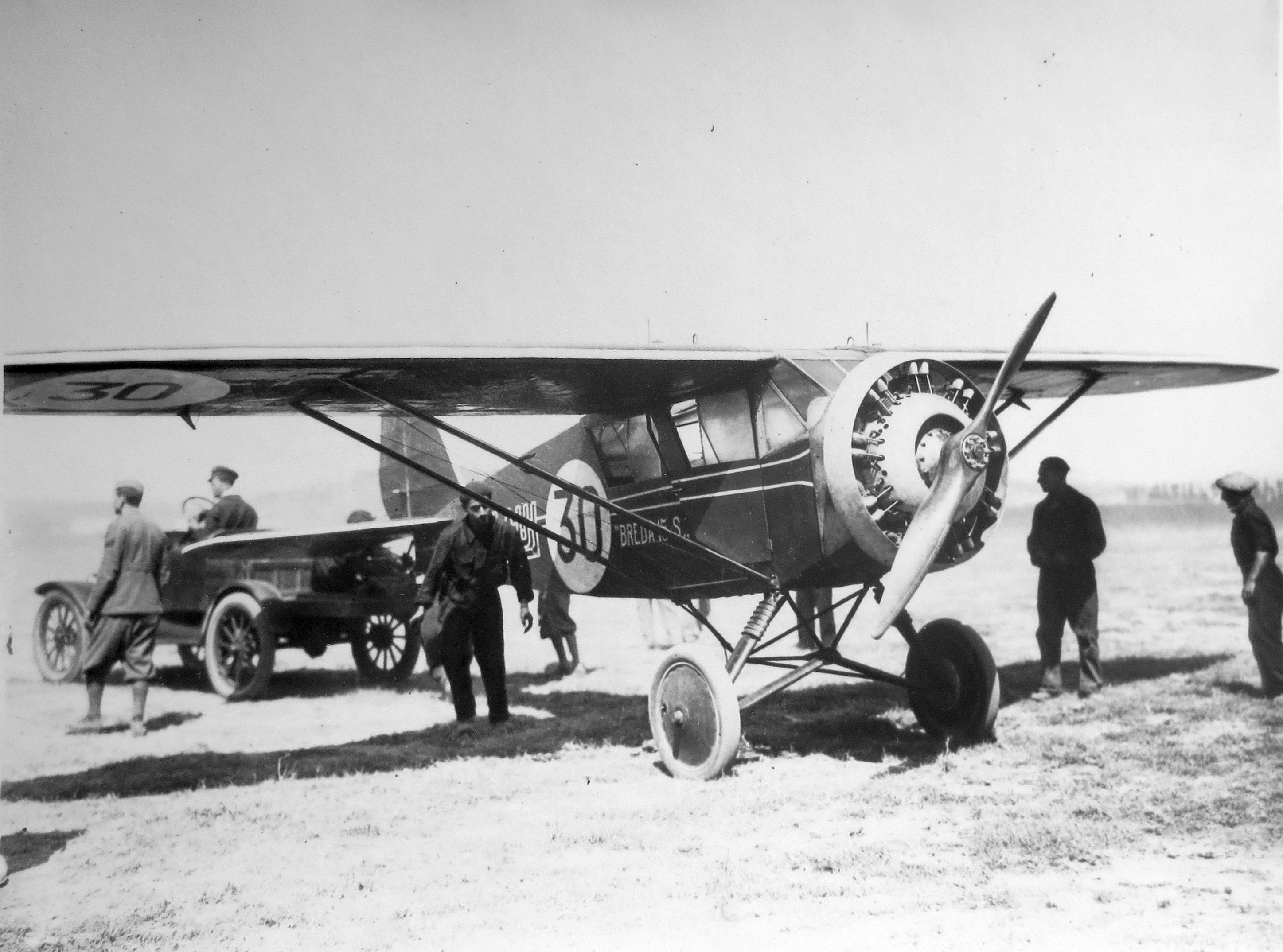
Breda Ba.15S s motorem Walter Mars na Primo Giro Aereo d'Italia (1931)
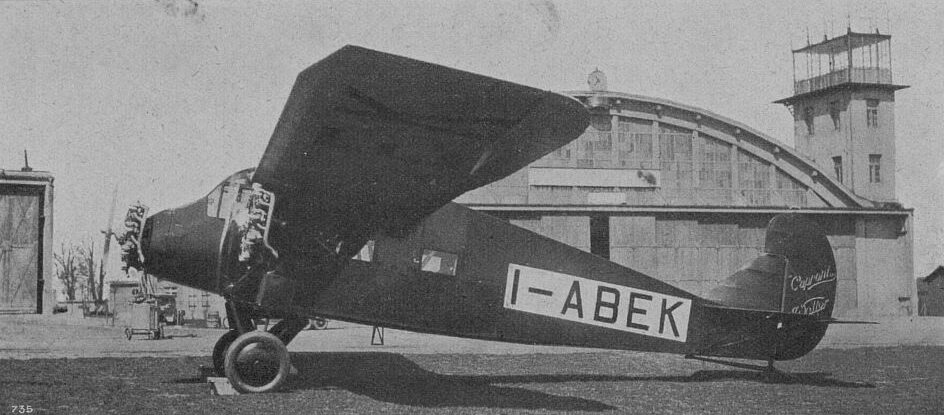
Caproni Ca.97 s 3 motory Walter Mars (1931)
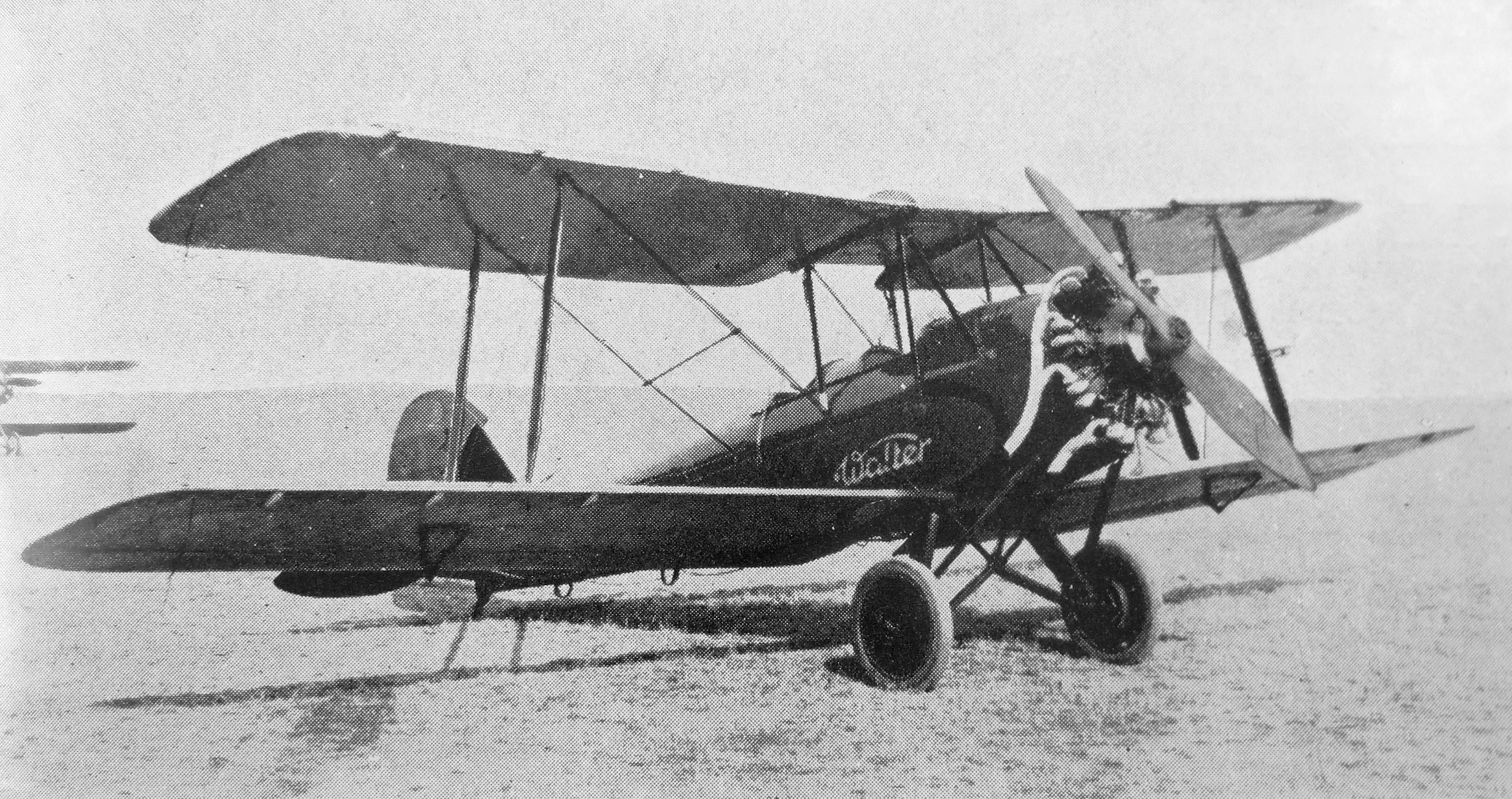
Caproni Ca.100 s motorem Walter Mars
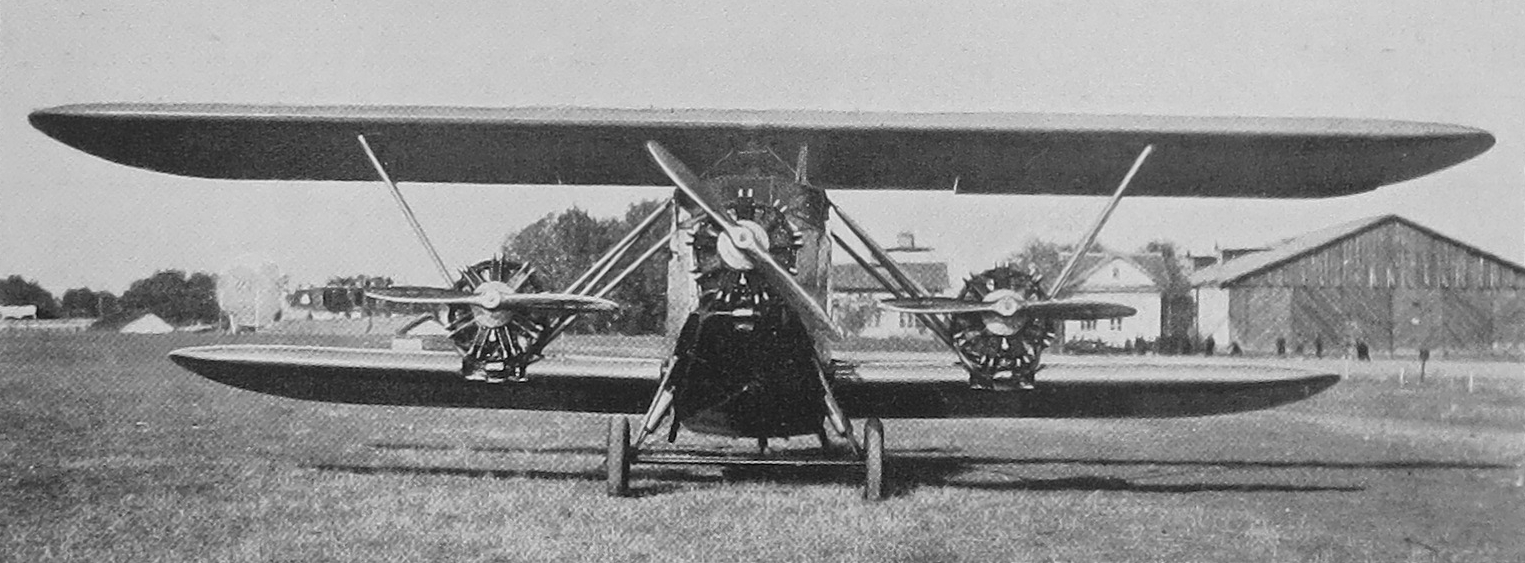
DAR-4 se 3 motory Walter Mars
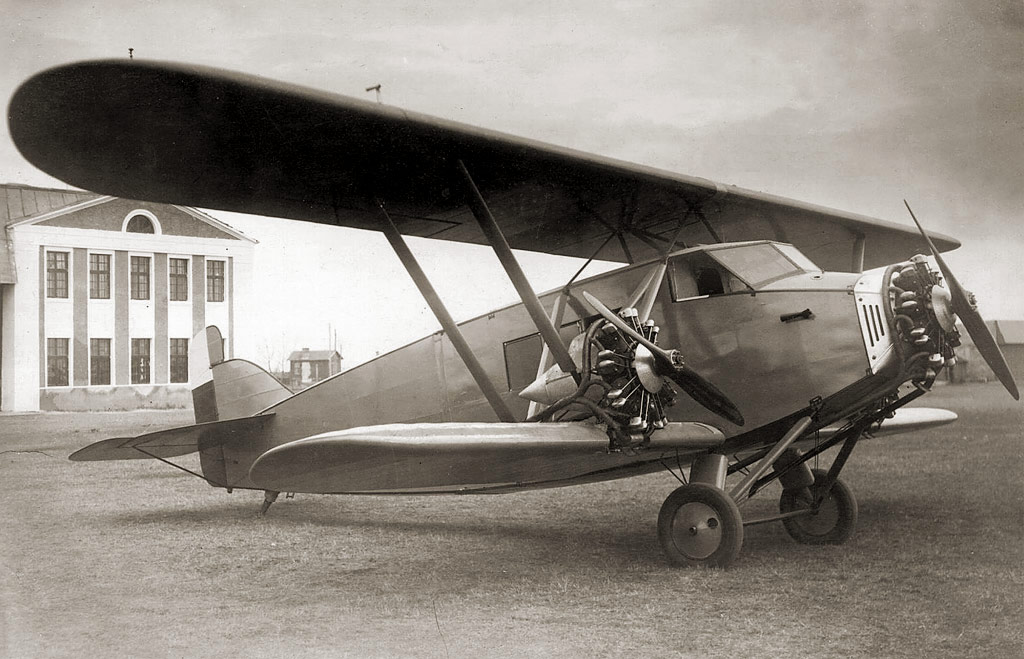
DAR-4A se 3 motory Walter Mars
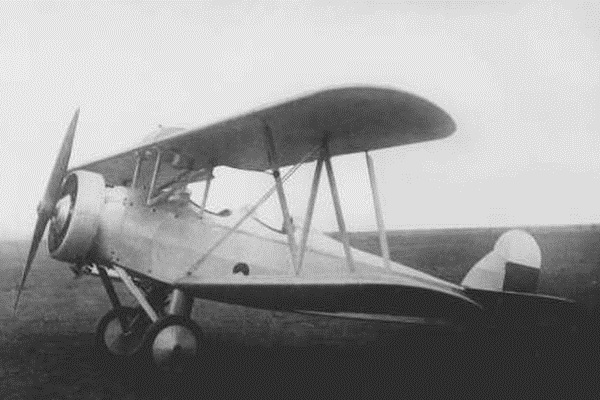
DAR-6 II s motorem Walter Mars
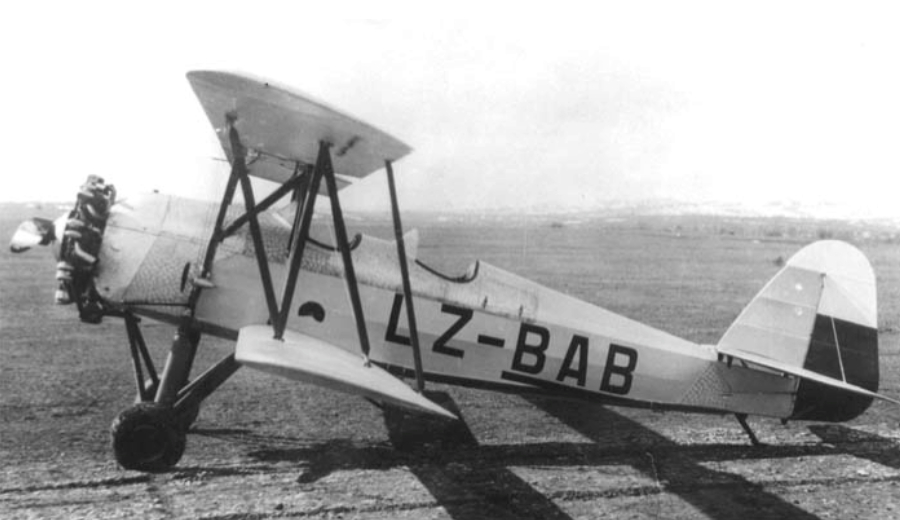
DAR-8A s motorem Walter Mars (1938)
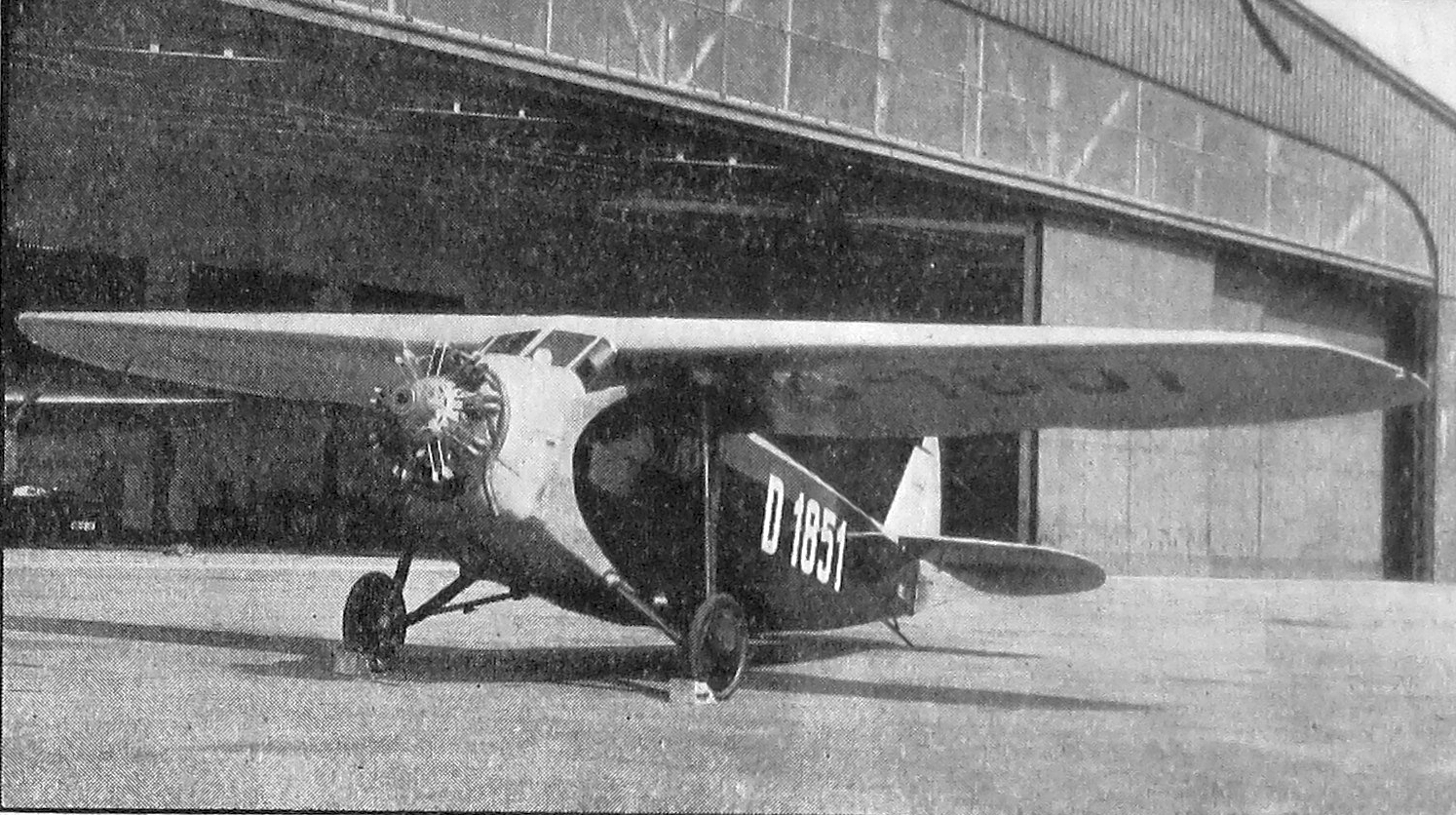
Focke-Wulf A 33 „Sperber“ (D 1851) s motorem Walter Mars
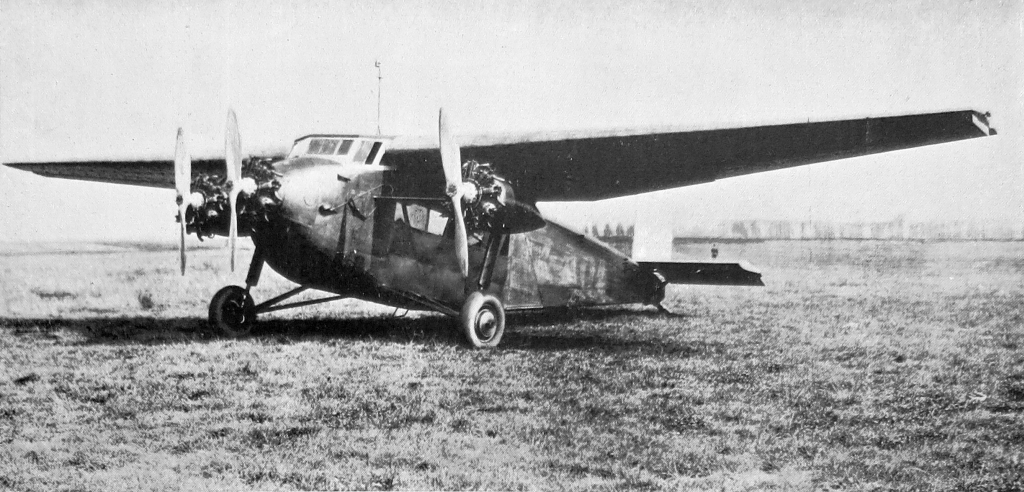
Letov Š-32 s motory Walter Mars
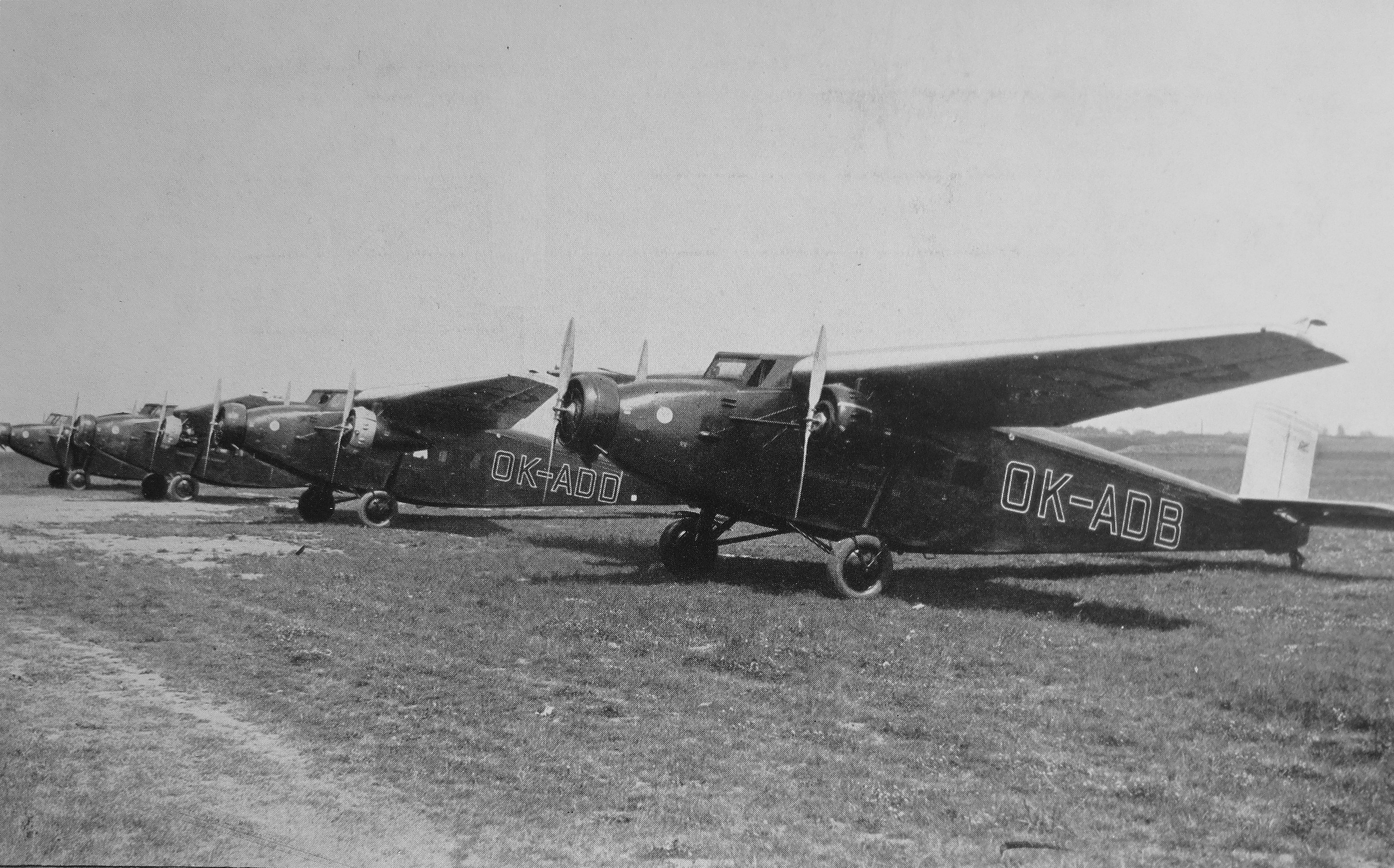
Letadla Letov Š-32 pro ČSA s 3 motory Walter Mars
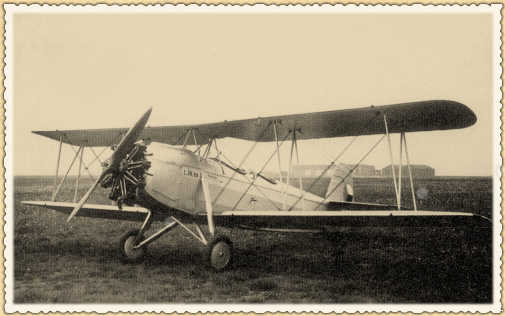
Praga BH-39 (E-39)
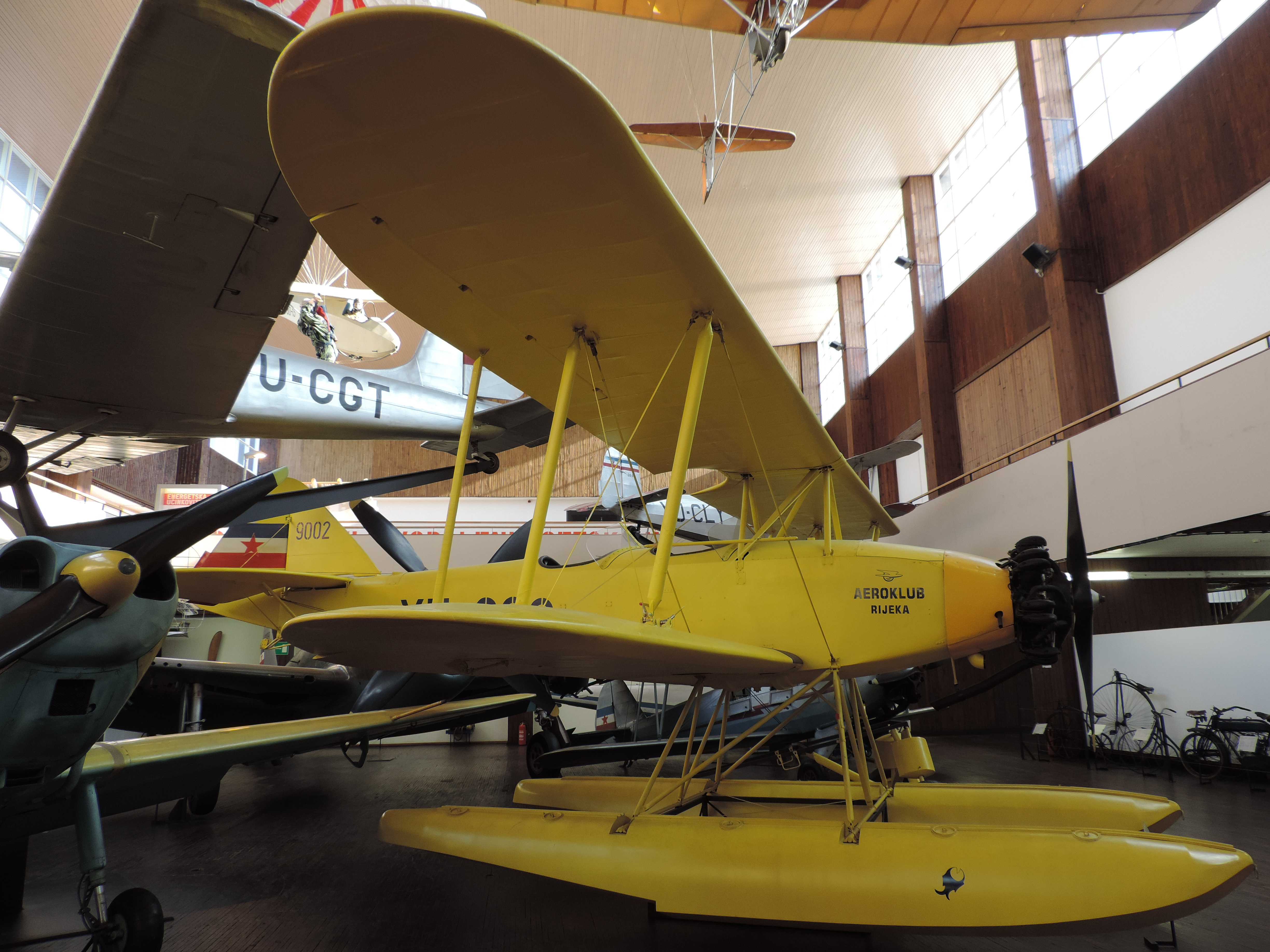
Hydroplán Zmaj Fizir FN s motorem Walter Mars v Záhřebu